# Српска православна црква Светог Николе у Јаску
Српска православна црква Светог Николе у Јаску, месту на падинама Фрушке горе, подигнута је у другој половини 18. века и има статус споменика културе од великог значаја.

## Изглед
Црква посвећена Светом Николи у Јаску је једнобродна грађевина са барокним волутама на западној фасади и високим и витким звоником. Иконостас је резао 1790. године познати Новосађанин Аксентије Марковић, који се у документима појављује пред крај девете деценије 18. века изводећи резбарију класицистичких мотива. Већ 1803. године резбарске радове је обнављао Марко Вујатовић из Сремских Карловаца, најпознатији билдхауер мајстор свог времена. Иконе је 1805. године израдио Стефан Гавриловић, предводник генерације која се појављује крајем 18. века. Током четврте деценије 19. века, Јован Иванић, ученик и следбеник Арсе Теодоровића, осликао је унутрашњост цркве и насликао 30 малих, целивајућих икона као и празничне иконе насликане уљем на лиму. Зидне слике 1883. године започиње да ради Павле Чортановић који убрзо напушта започети посао, а завршава га Ђока Путник.
Међу покретним иконама сачувана је Богородице са Христом на северозападном ступцу припрате, датирана у 1785. годину и приписана познатом сликару раног барока Јанку Халкозовићу.